# جورجي دي مورا خافيير
جورجي دي مورا خافيير (بالبرتغالية: Jorge de Moura Xavier‏) أو اختصاراً جورجينهو، لاعب كرة قدم برازيلي.
لعب لعدة أندية برازيلية أبرزها نادي أتلتيكو غويانيينسي واحترف في كوريا الجنوبية في نادي سونغنام ووقع مع نادي القادسية السعودي مطلع عام 2018.

## روابط خارجية
- جورجي دي مورا خافيير على موقع قاعدة بيانات كرة القدم.إي يو (الإنجليزية)
- جورجي دي مورا خافيير على موقع Soccerway.com (الإنجليزية)